# Мухия, Мария Хосефа
Мария Хосефа Мухия (исп. María Josefa Mujía; 1812, Сукре — 30 июля 1888, там же) — боливийская поэтесса, писательница, переводчица

.
Одна из первых поэтов-романтиков Боливии (хронологически опережавшая Натаниэля Агирре и Аделу Самудио), считается первой женщиной-писательницей в стране после обретения независимости Боливии.

## Биография
В 14-летнем возрасте ослепла. Медицинское вмешательство было безуспешным. Получила домашнее образование, изучала классику испанской литературы, в том числе произведения Педро Кальдерон де ла Барка.
Помощь Марии оказывал младший брат Август, который читал ей духовные и литературные произведения. Записывал её стихи, которые позже расшифровал. Хотя она заставила его пообещать хранить её произведения в секрете, брат заучил одно из стихотворений «La ciega» («Слепая женщина»), с которым познакомил своего друга, опубликовавшего его в газете «Eco de la Opinión» (1850). Стихи стали одним из самых знаменитых сочинений Мухия. Позже Мария участвовала в национальном конкурсе по созданию эпитафии на могиле Симона Боливара.
После смерти Августа в 1854 году Мария Мухия страдала от депрессии. Её мать и остальные братья также умерли. На какое-то время она перестала сочинять стихи, пока её племянник Рикардо Мухия не взял на себя роль секретаря и распространителя её стихов. Позже он отметил импровизационный характер её стихов, вспоминая, что они никогда не пересматривались и не исправлялись.

## Творчество
Автор более 320 стихотворений и романа. Занималась также переводами произведений итальянских и французских авторов, в том числе Виктора Гюго и Альфонса де Ламартина.
Её поэзию хвалили за искренность и лиричность. Одновременно меланхоличные стихи Мухия передают глубокий пессимизм, связанный со слепотой. Из-за трагического характера её поэзии автора называли
«La Alondra del dolor» («Жаворонок боли»).